# Хрватини
Хрватини (словен. Hrvatini, итал. Crevatini) су насељено место у општини Копар, Обално-Крашка регија, Словенија.

## Историја
До територијалне реорганизације у Словенији били су у саставу старе општине Копар.

## Становништво
У попису становништва из 2011. године, Хрватини су имали 1.232 становника.
| Број становника према пописима | Број становника према пописима | Број становника према пописима |
| ------------------------------ | ------------------------------ | ------------------------------ |
| 1991                           | 2002                           | 2011                           |
| 1.008                          | 1.126                          | 1.232                          |

Напомена: Године 1979. повећано за део насеља Анкаран (Анкаран).